# Pyrenochaeta xanthoriae
Pyrenochaeta xanthoriae is een korstmosparasiet behorend tot de onderklasse Pleosporomycetidae. Het leeft als parasiet op Xanthoria.

## Determinatie
Kenmerken zijn onder de microscoop stijve bruine haren die uit de pycnidiën steken die half ondergedompeld zijn in het thallus en apotheciën. De pycnidiën zijn meer of minder bolvormig. Conidiogene cellen ontwikkelen zich zowel intercaal als apicaal op gesepteerde conidioforen. De conidiën zijn hyaliene en ellipsoïde.

## Verspreiding
Pyrenochaeta xanthoriae komt voor in Europa. In Nederland komt het zeer zeldzaam voor.